# Cara Seymour

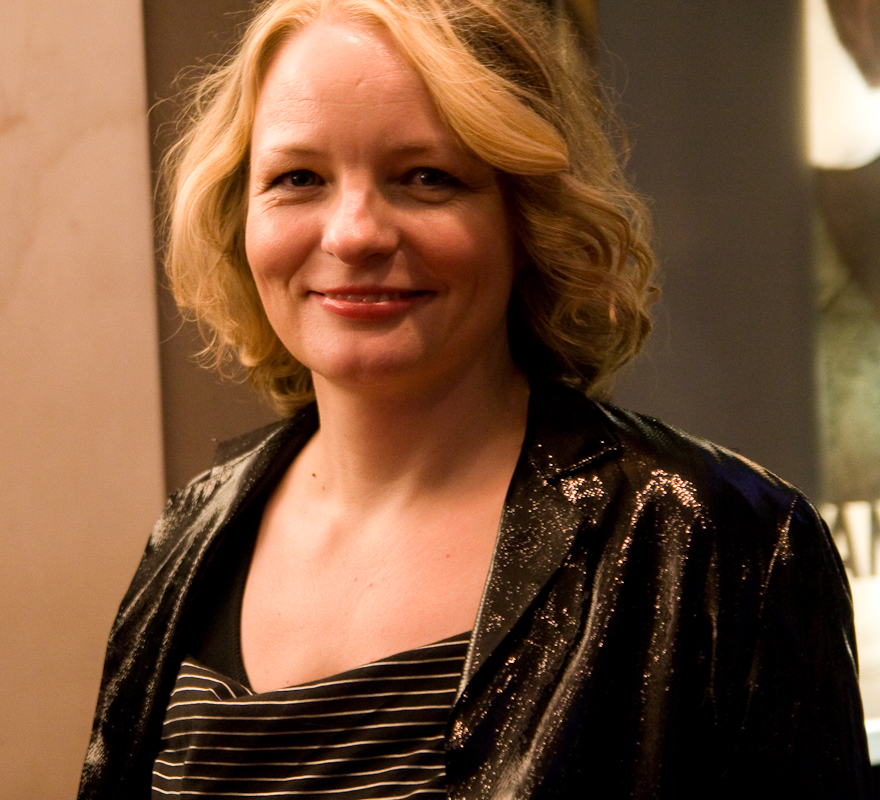
Cara Seymour (2009)

Caroline „Cara“ Seymour (* 1964 in Essex, England) ist eine britische Schauspielerin.

## Leben
Seymour begann ein Studium an der University of Cambridge. Sie gründete dort mit sechs Studienfreundinnen die Theatergruppe Trouble & Strife (Cockney-Slang für wife), mit denen sie die nächsten sieben Jahre in Großbritannien und den Vereinigten Staaten auftrat. 1995 spielte sie unter der Regie von Mike Leigh in dessen Bühnenstücken Ecstasy und Goose Pimples.
Ihren ersten Filmauftritt hatte Seymour 1997 als Junkie in Stephen Reas Das letzte Attentat, gefolgt von einer kleinen Rolle in der romantischen Komödie e-m@il für Dich.
Ihren Durchbruch hatte Seymour im Jahr 2000 mit kleinen aber wichtigen Nebenrollen in Mary Harrons Literaturverfilmung American Psycho und Lars von Triers Independentfilm Dancer in the Dark.
Im Jahr 2009 trat Seymour an der Seite von Carey Mulligan, Olivia Williams und Alfred Molina im Coming-of-Age-Drama An Education auf.

## Filmografie (Auswahl)
- 1997: Das letzte Attentat (A Further Gesture)
- 1998: e-m@il für Dich (You’ve Got Mail)
- 2000: A Good Baby
- 2000: American Psycho
- 2000: Dancer in the Dark
- 2001: Silent Grace
- 2002: Adaption (Adaptation.)
- 2002: Gangs of New York
- 2004: Evergreen
- 2004: Birth
- 2004: Hotel Ruanda (Hotel Rwanda)
- 2005: Steal Me
- 2005: The Notorious Bettie Page
- 2006: The Caretakers
- 2007: Die Geschwister Savage (The Savages)
- 2008: The Auteur
- 2008: Last Call
- 2009: Zeit der Trauer (The Greatest)
- 2009: An Education
- 2009: Red Riding – Yorkshire Killer 1974 (Red Riding: In the Year of Our Lord 1974)
- 2009: Yorkshire Killer 1983 (Red Riding: In the Year of Our Lord 1983)
- 2009: Beyond the Fire
- 2011: The Music Never Stopped
- 2014–2015: The Knick (Fernsehserie, 20 Episoden)
- 2014: I Origins – Im Auge des Ursprungs (I Origins)
- 2015: Nasty Baby
- 2016: A Woman, a Part
- 2017: Radium Girls
- 2023: Die Witwe Clicquot (Widow Clicquot)

## Filmpreise (Nominierungen)
- Adaption (2002)
  - Phoenix Film Critics Society Award (Nominierung) – Bestes Ensemble in einem Spielfilm
  - SAG Award (Nominierung) – Bestes Ensemble in einem Spielfilm